# Entertainment Weekly
Entertainment Weekly (ind i mellem forkortet, EW) er et tidsskrift, udgivet af Time Inc. i USA. Det dækker film, tv, musik, Broadway-produktioner, bøger og populærkultur.